# Atletica leggera femminile ai Giochi della XXXII Olimpiade
Ai Giochi della XXXII Olimpiade di Tokyo 2020 sono stati assegnati 23 titoli nell'atletica leggera femminile.

## Calendario
| Gare   |            |            |            |             |                         |                         |                   |                   |    |    |  |
| 100 m  | 100 m      |            | 200 m      | 200 m       |                         | Staffetta 4x100 m       | Staffetta 4x100 m |                   | 23 |    |  |
|        | 100 m ost. | 100 m ost. | 100 m ost. | 400 m       | 400 m                   | Staffetta 4x400 m       | 400 m             | Staffetta 4x400 m | 23 |    |  |
| 800 m  | 800 m      |            | 1500 m     | 800 m       | 1500 m                  |                         | 1500 m            |                   | 23 |    |  |
| 5000 m |            | 3000 siepi | 5000 m     |             | 3000 siepi              |                         | Marcia 20 km      | 10.000 m          | 23 |    |  |
|        |            |            |            |             |                         |                         |                   | Maratona          | 23 |    |  |
| Triplo |            | Triplo     | Asta       |             |                         | Asta                    |                   |                   | 23 |    |  |
|        | 400 m ost. | Lungo      | 400 m ost. | Lungo       | 400 m ost.              | Alto                    |                   | Alto              | 23 |    |  |
| Peso   | Disco      | Peso       | Disco      | Giavellotto |                         |                         | Giavellotto       |                   | 23 |    |  |
|        |            | Martello   |            | Martello    | Eptathlon (1ª giornata) | Eptathlon (2ª giornata) |                   |                   | 23 |    |  |
|        |            |            |            |             |                         |                         |                   |                   |    |    |  |
| Titoli | 0          | 1          | 2          | 3           | 4                       | 2                       | 2                 | 5                 | 4  | 23 |  |

|  | Qualificazioni |  | Finali |

Esperimenti condotti nelle edizioni di Londra 2012 e Rio 2016 che vengono abbandonati:
- Compattare i 400 metri piani in tre giorni. Viene ripristinato un giorno di pausa tra semifinali e finale;
- Posporre gli 800 ai 1500 metri. Le due gare tornano nella collocazione tradizionale: prima il Miglio e poi il doppio giro di pista. Rimane difficile iscriversi ad entrambe (come a Londra ed a Rio);

Un esperimento durato tre edizioni dei giochi (dal 2008 al 2016) viene abbandonato: inserire all'inizio del programma i 10000 e, dopo quattro giorni, le batterie dei 5000. Si ritorna al passato: si apre con i 5000 e all'ultima giornata di gare (che per le donne è il sabato) si corrono i 10000 metri.
Le novità:
- 200 metri piani: come nella gara maschile, i tre turni vengono compattati in due giorni (nelle edizioni precedenti la gara si svolgeva in tre giorni).
- 800 metri piani e 3000 siepi: i giorni di riposo tra qualificazione e finale salgono da uno a due.

Riguardo ai concorsi, quasi tutte le specialità si svolgono in tre giorni (qualificazione+riposo+finale).

Invece Salto con l'asta e Lancio del giavellotto si svolgono in quattro giorni (qualificazione+riposo+riposo+finale). Quale sia la logica alla base di questa scelta è cosa molto difficile da comprendere.
Infine, Decathlon ed Eptathlon si svolgono esattamente negli stessi giorni (4-5 agosto). Viene replicata la sovrapposizione effettuata ai Campionati mondiali del 2019; per la Olimpiadi è la prima volta in assoluto.
A Rio de Janeiro quattro finali dentro lo stadio si erano disputate di mattina.

A Tokyo le quattro finali mattutine dentro lo stadio sono le seguenti:
- Getto del peso (10:35);
- 100 metri ostacoli (11:50);
- Salto in lungo (10:50);
- 400 metri ostacoli (11:30).

Nessuna di queste finali era stata disputata di mattina a Rio.

## Nuovi record
Il record mondiale è, per definizione, anche record olimpico.
| Nuovo record mondiale in       | 2 specialità: | 400 metri ostacoli, salto triplo                         |
| Nuovo record olimpico in altre | 3 specialità: | 100 m piani, 100 m ostacoli (in semifinale) e 1500 metri |

## Risultati delle gare
| Specialità | Oro | Risultato | Argento | Risultato | Bronzo | Risultato | Dettagli            |
| --- | --- | --------- | --- | --------- | --- | --------- | ------------------- |
| 100 m | Elaine Thompson-Herah | 10"61     | Shelly-Ann Fraser-Pryce                                                                                        | 10"74     | Shericka Jackson                                                                                                 | 10"76     | Classifica completa |
| 200 m | Elaine Thompson-Herah | 21"53     | Christine Mboma                                                                                                | 21"81     | Gabrielle Thomas                                                                                                 | 21"87     | Classifica completa |
| 400 m | Shaunae Miller-Uibo | 48"36     | Marileidy Paulino                                                                                              | 49"20     | Allyson Felix | 49"46     | Classifica completa |
| 800 m | Athing Mu | 1'55"21   | Keely Hodgkinson                                                                                               | 1'55"88   | Raevyn Rogers | 1'56"81   | Classifica completa |
| 1500 m | Faith Kipyegon | 3'53"11   | Laura Muir | 3'54"50   | Sifan Hassan | 3'55"86   | Classifica completa |
| 5000 m | Sifan Hassan | 14'36"79  | Hellen Obiri                                                                                                   | 14'38"36  | Gudaf Tsegay | 14'38"87  | Classifica completa |
| 10000 m | Sifan Hassan | 29'55"32  | Kalkidan Gezahegne                                                                                             | 29'56"18  | Letesenbet Gidey                                                                                                 | 30'01"72  | Classifica completa |
| 3000 m siepi | Peruth Chemutai | 9'01"45   | Courtney Frerichs                                                                                              | 9'04"79   | Hyvin Kiyeng | 9'05"39   | Classifica completa |
| 100 m ostacoli | Jasmine Camacho-Quinn | 12"37     | Kendra Harrison                                                                                                | 12"52     | Megan Tapper | 12"55     | Classifica completa |
| 400 m ostacoli | Sydney McLaughlin | 51"46     | Dalilah Muhammad                                                                                               | 51"58     | Femke Bol | 52"03     | Classifica completa |
| Maratona | Peres Jepchirchir | 2:27'20"  | Brigid Kosgei                                                                                                  | 2:27'36"  | Molly Seidel | 2:27'46"  | Classifica completa |
| Marcia 20 km | Antonella Palmisano | 1h29'12"  | Sandra Arenas                                                                                                  | 1h29'37"  | Liu Hong | 1h29'57"  | Classifica completa |
| Salto in alto | Marija Lasickene | 2,04 m    | Nicola McDermott                                                                                               | 2,02 m    | Jaroslava Mahučich                                                                                               | 2,00 m    | Classifica completa |
| Salto con l'asta | Katie Nageotte | 4,90 m    | Anželika Sidorova                                                                                              | 4,85 m    | Holly Bradshaw                                                                                                   | 4,85 m    | Classifica completa |
| Salto in lungo | Malaika Mihambo | 7,00 m    | Brittney Reese                                                                                                 | 6,97 m    | Ese Brume | 6,97 m    | Classifica completa |
| Salto triplo | Yulimar Rojas | 15,67 m   | Patrícia Mamona                                                                                                | 15,01 m   | Ana Peleteiro | 14,87 m   | Classifica completa |
| Getto del peso | Gong Lijiao | 20,58 m   | Raven Saunders                                                                                                 | 19,79 m   | Valerie Adams | 19,62 m   | Classifica completa |
| Lancio del disco | Valarie Allman | 68,98 m   | Kristin Pudenz                                                                                                 | 66,86 m   | Yaimé Pérez | 65,72 m   | Classifica completa |
| Lancio del martello | Anita Włodarczyk | 78,48 m   | Wang Zheng | 77,03 m   | Malwina Kopron                                                                                                   | 75,49 m   | Classifica completa |
| Lancio del giavellotto | Liu Shiying | 66,34 m   | Maria Andrejczyk                                                                                               | 64,61 m   | Kelsey-Lee Barber                                                                                                | 64,56 m   | Classifica completa |
| Eptathlon | Nafissatou Thiam | 6791 p.   | Anouk Vetter                                                                                                   | 6689 p.   | Emma Oosterwegel                                                                                                 | 6590 p.   | Classifica completa |
| Staffetta 4×100 m | Giamaica Briana Williams Elaine Thompson-Herah Shelly-Ann Fraser-Pryce Shericka Jackson Natasha Morrison Remona Burchell         | 41"02     | Stati Uniti Javianne Oliver Teahna Daniels Jenna Prandini Gabrielle Thomas English Gardner Aleia Hobbs         | 41"45     | Gran Bretagna Asha Philip Imani Lansiquot Dina Asher-Smith Daryll Neita                                          | 41"88     | Classifica completa |
| Staffetta 4×400 m | Stati Uniti Sydney McLaughlin Allyson Felix Dalilah Muhammad Athing Mu Kaylin Whitney Wadeline Jonathas Kendall Ellis Lynna Irby | 3'16"85   | Polonia Natalia Kaczmarek Iga Baumgart-Witan Małgorzata Hołub-Kowalik Justyna Święty-Ersetic Anna Kiełbasińska | 3'20"52   | Giamaica Roneisha McGregor Janieve Russell Shericka Jackson Candice McLeod Junelle Bromfield Stacey Ann Williams | 3'21"24   | Classifica completa |
| record mondiale; record olimpico; record mondiale stagionale; record africano; record asiatico; record europeo; record nord-centroamericano e caraibico; record sudamericano; record oceaniano; record nazionale; record personale; record personale stagionale. | |           | |           | |           |                     |

Statistiche
Delle 20 olimpioniche vincitrici delle gare individuali di Rio de Janeiro (Elaine Thompson vinse due titoli), solo quattro hanno lasciato l'attività agonistica. A queste assenze si aggiungono quelle delle campionesse dei 400 metri e del Getto del peso. Un'atleta non si è qualificata (Salto in lungo), Caster Semenya non può più disputare in campo internazionale le gare tra i 400 m e il Miglio per la normativa introdotta dalla Federazione mondiale nel 2019; infine un'olimpionica è stata squalificata per doping.
Quindi si presentano a Tokyo per confermare il titolo olimpico undici atlete.
Di esse, ben cinque riescono a confermarsi: è il numero più alto di sempre. Sono: Elaine Thompson su 100 e 200 metri (ripete l'impresa di Rio 2016), Shaunae Miller sui 400 metri, Faith Kipyegon sui 1500 metri, Anita Włodarczyk nel lancio del martello (terzo oro consecutivo) e Nafissatou Thiam nell'Eptathlon.
Sono solo due le primatiste mondiali che vincono la loro gara a Tokyo, nelle seguenti specialità: 400 ostacoli e Lancio del martello.

Liu Hong (marcia 20 km) e Anita Włodarczyk (Lancio del martello) difendono l'oro olimpico e il record del mondo nella loro specialità. La seconda si conferma campionessa.
Nel 2019 si sono tenuti a Doha (Qatar) i Campionati del mondo di atletica leggera. 
Delle 21 campionesse di gare individuali, in 18 si presentano a Tokyo per tentare l'abbinamento con l'oro olimpico. 
Vi riescono solo in cinque: Sifan Hassan (10000 m), Marija Lasickene (Salto in alto), Malaika Mihambo (Lungo), Yulimar Rojas (Triplo) 
e Gong Lijiao (Peso). Rispetto a due anni prima, le misure con le quali si aggiudicano l'oro sono migliori, o uguali, in quattro gare su cinque.